# Алберт систем
Алберт систем се односи на кларинетски систем механизма поклопаца и клапни, као и прстомета за кларинет, којег је развио Eugène Albert. У Великој Британији систем је познат као једноставан систем. Алберт систем у великој мери је замењен француским, Бем системом (Boehm system).
Алберт систем још увек користе углавном кларинетисти који свирају источноевропску и турску народну музику, као и кларинетисти који свирају Клезмер и Диксиеланд стилове. Ови музичари воле Алберт систем јер он има више отворених тонских рупа без прстенова и једноставнији прсторед, што омогућује лакше везивање тонова и глисанда међу тоновима.
Систем је извод система са 13 дирки којег је развио чувени кларинетиста Иван Милер (Iwan Müller) и као такав је у вези са (нешто сложенијим) Елер системом којег користи већина немачких и аустријских кларинетиста.

- Алберт кларинет